# Neocalyptrocalyx longifolium
Neocalyptrocalyx longifolium är en kaprisväxtart som först beskrevs av Carl Friedrich Philipp von Martius, och fick sitt nu gällande namn av Cornejo och Iltis. Neocalyptrocalyx longifolium ingår i släktet Neocalyptrocalyx och familjen kaprisväxter. Inga underarter finns listade i Catalogue of Life.